# 厳実
厳 実（げん じつ、1182年 - 1240年）は、モンゴル帝国に仕えた漢人世侯（漢人軍閥）の一人。字は武叔。東平を中心とする大軍閥を築き、真定の史天沢・保定の張柔・済南の張栄とともに漢人世侯の四大軍閥の一人に数えられる。漢人世侯の中でも特に文化振興に力を注いだことで知られており、厳実の整備した東平府学は東平四傑（閻復・徐琰・李謙・孟祺）を始め多数の高官・文人を輩出している。

## 概要
厳実は泰安州長清県の出身で、若い頃から文武に優れた人物であった。1213年（癸酉）、紫荊関より華北平原に入ったチンギス・カン率いるモンゴル軍の侵攻が始まると、東平一帯を管轄する東平行台は民兵の徴発を始め、この時厳実は百戸とされた。1214年（甲戌）春には泰安州の軍閥の張汝楫が配下の武将を派遣してきたが、厳実はこれを撃退した。 1218年（戊寅）、南宋は華北領の回復のために山東地方に出兵し、東平行台も一時的に南宋軍の攻撃によって陥落した。この時、軍を率いて東平を離れていた厳実は急ぎ軍を帰して東平を奪還したが、この一件を経て東平行台内には厳実と南宋は陰で手を組んでいるのではないか、という讒言が広まるようになった。その結果、遂に厳実は東平行台によって攻撃されることになり、やむなく厳実は南宋側につくことになった。南宋の後ろ盾を得た厳実は瞬く間に周辺地域を平定し、太行山脈の東部一帯は全て厳実の勢力圏となった。
1220年（庚辰）3月、金軍が彰徳の包囲を始めたため、厳実は南宋に援軍を求めたものの南宋の主将の張林は結局軍を動かさなかった。やむなく厳実は単独で彰徳の救援に向かったが、時既に遅く彰徳は陥落し、これ以降厳実は南宋に対しても不満を抱くようになった。同年7月、厳実は遂にモンゴル帝国に投降することを決め、チンギス・カンより華北経略を命じられていた将軍のムカリの軍門に降った。投降時の厳実の勢力圏は彰徳・大名・磁州・洺州・恩州・博州・滑州・濬州等30万戸を数え、このような大勢力の首領たる厳実に対してムカリは金紫光禄大夫・行尚書省事の地位を与えた。モンゴルに降った厳実は早速華北の平定に協力し、曹州・濮州・単州を攻略している。また、その翌年には金朝の将の李信を破って東平を占領し、再び東平を拠点とするようになった。
1222年（壬午）、大名を拠点とし南宋を奉じる軍閥の彭義斌が厳実の勢力圏に侵攻し、更に厳実配下の将軍の晁海がこれに投降したため、いくつかの郡県が奪われる事態に陥った。1225年（乙酉）には遂に彭義斌による東平包囲が始まり、厳実はモンゴルからの援軍を待ったもののなかなか到着せず、食糧不足のために一時彭義斌に投降することになった。彭義斌は厳実を引き連れて更に北方に進出し、真定を降したところで遂にモンゴル軍に遭遇した。そこで厳実は彭義斌を裏切ってモンゴル軍と協力し、彭義斌は敗れて捕らえられた。彭義斌の没落によって厳実は奪われた領土を回復し、また宋子貞といったもと彭義斌の配下をも取り込んだ。その後は再びモンゴル軍の活動に協力し、同年冬にはムカリの弟のタイスンと協力して彰徳を攻略し、1226年（丙戌）には濮州を、さらにその翌年にはムカリの子のボオルと益都を攻略した。
1230年（庚寅）4月、厳実は新たに即位したオゴデイに面会しその地位を改めて承認された。1234年（甲午）にはモンゴル帝国の新首都カラコルムを訪れ、「東平路行軍万戸」の地位を授けられた。モンゴル統治下の厳実の勢力は「東平五十四城」と総称され、宋子貞の尽力によって学問の振興に力を入れたため、東平は当時の華北の中でも学問文化の中心地として知られるようになった。
厳実は1240年（庚子）に59歳で亡くなり、多くの者がその死を悼んだという。子には厳忠貞・厳忠済・厳忠嗣・厳忠範・厳忠傑・厳忠裕・厳忠祐らがいた。